# Abdelhamid Abou Zeid
Abdelhamid Abou Zeid (1965 - 2013), tên thật là Mohamed Ghadir, là một công dân Algérie và là một trong ba chỉ huy cao cấp của al-Qaida tại Maghreb Hồi Giáo. Ông là đối thủ chính của Mokhtar Belmokhtar. Zeid là một lãnh tụ cực đoan đáng sợ của nhóm al-Qaeda trong vùng Maghreb theo Hồi Giáo và cũng là người đứng đằng sau những vụ bắt cóc nhiều người Tây Phương. Ngày 1 tháng 3 năm 2013, Tổng thống Tchad, Idriss Deby, loan tin, quân đội Chad, trong khi chiến đấu để tìm cách đẩy một hệ phái của al-Qaida ra khỏi vùng Bắc Mali, hạ sát được Abou Zeid.